# Гукгайм
Гукгайм (нім. Guckheim) — громада в Німеччині, розташована в землі Рейнланд-Пфальц. Входить до складу району Вестервальд. Складова частина об'єднання громад Вестербург.
Площа — 3,77 км2. Населення становить 957 ос. (станом на 31 грудня 2020).

## Галерея

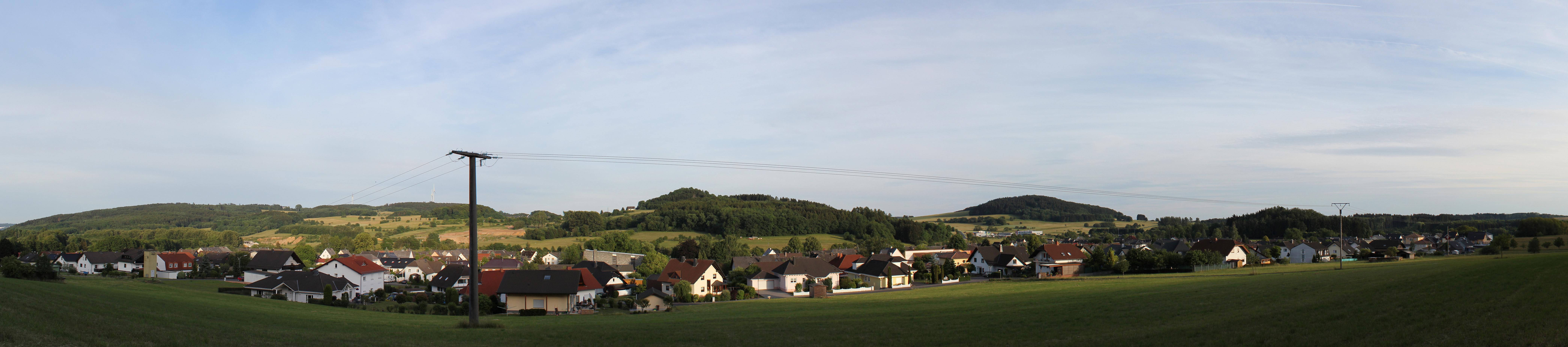
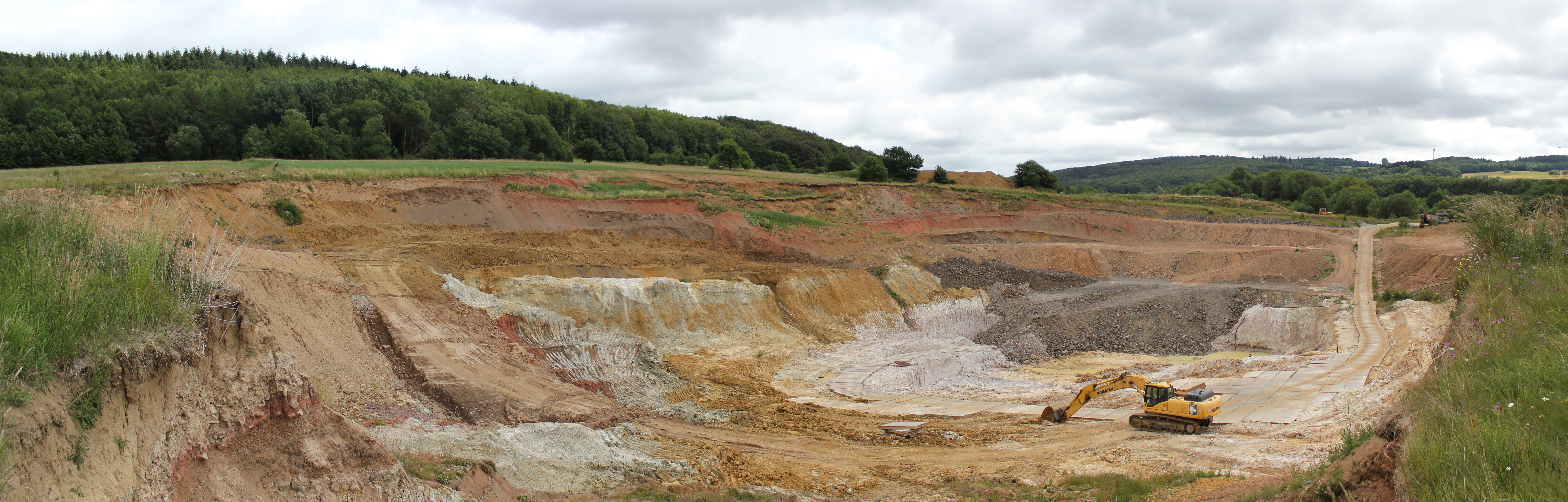
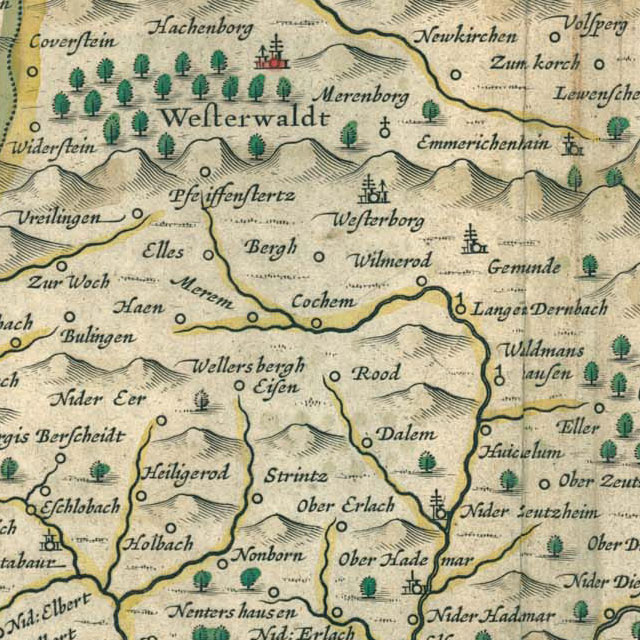
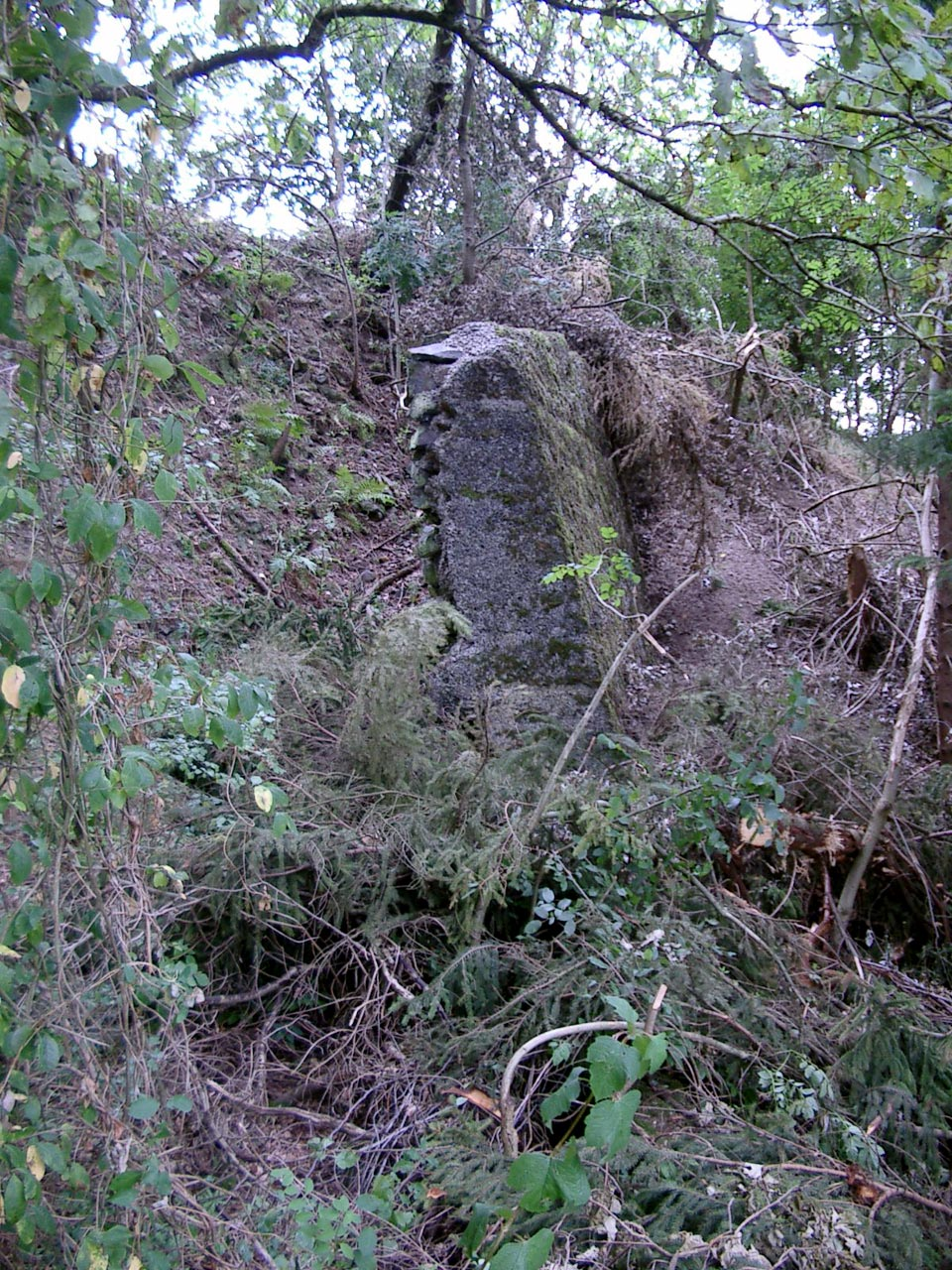
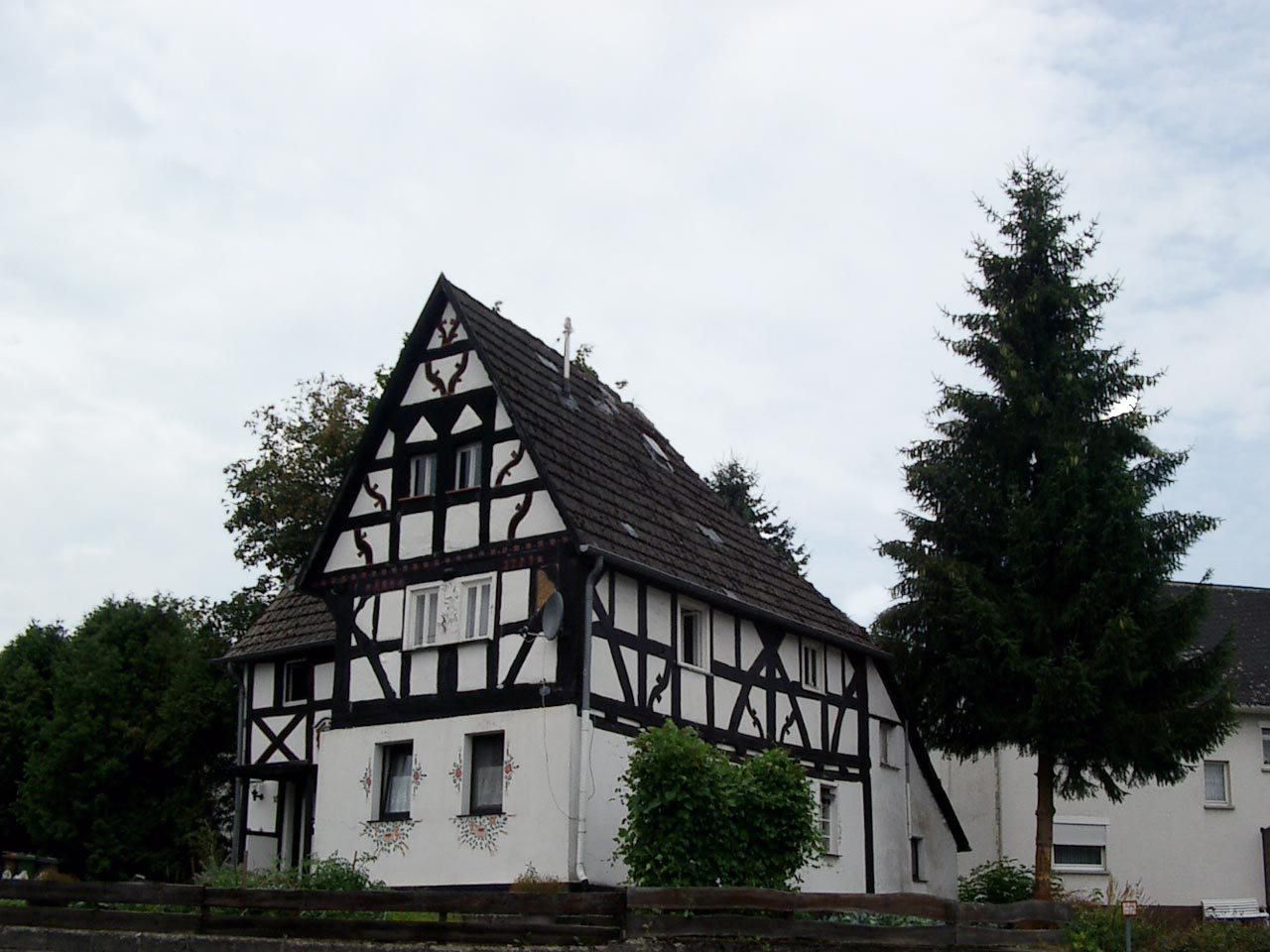